# 大头马
大头马（1989年—），原名王亦馨，安徽合肥人，中华人民共和国作家、中国作家协会成员，2020年8月20日入会。作品散见《收获》《小说选刊》《花城》《十月》《小说界》《上海文学》等刊物。出版有《谋杀电视机》《不畅销小说写作指南》《潜能者们》。其小说《谋杀电视机》被改编成话剧。2019年，其短篇小说《到灯塔去》获第十二届澳门文学奖短篇小说组冠军。2024年，她的《国王的游戏》获宝珀理想国文学奖青年挚友奖。